# اوستووو
اوستووو (به لهستانی:  Ustowo) یک روستا در لهستان است که در گمینا کووباسکووو واقع شده‌است.